# Fiorenzo di Worcester
Fiorenzo di Worcester, in latino Florentius; in inglese Florence (... – Worcester, 7 luglio 1118), è stato un monaco cristiano, storico e cronista inglese di Worcester.

## Biografia
Oltre alla data della sua morte, registrata da chi ha continuato il suo lavoro, non si sa nulla della vita di Fiorenzo. La sua cronaca, Chronicon ex chronicis, incomincia con la creazione e finisce nel 1140.
La natura e l'estensione del suo contributo rimangono incerti. Il punto di partenza solito per l'analisi della sua carriera è la notizia del suo decesso nell'ultimo riferimento all'anno 1118 del Chronicon:
«Il 7 luglio il Monaco di Worcester, Fiorenzo, è morto. I suoi meticolosi lavori scolastici hanno reso eminente questa cronaca delle cronache [chronicarum chronica] fra tutte le altre.
Il suo corpo è coperto dalla terra, la sua anima tende ai cieli.
Che nella visione di Dio possa egli regnare fra i santi per sempre. Amen»
Le prime generazioni di studiosi interpretarono ciò nel senso che Fiorenzo fosse stato l'autore principale della Cronaca relativamente al periodo antecedente la sua morte, un'ipotesi che porta a considerarla come Cronaca di Fiorenzo (di Worcester).
Comunque oggi si ritiene che l'opera, come ci è pervenuta, sia da ascrivere a Giovanni di Worcester, un monaco di Worcester, la cui firma si trova in due riferimenti (anni 1128 e 1138). Si sa che egli scrisse su disposizione di Vulstano di Worcester, vescovo di Worcester, come afferma di aver visto il cronista anglo-normanno Orderico Vitale quando visitò Worcester all'inizio del XII secolo.
Gli storici hanno formulato due tesi principali contro l'attribuzione a Fiorenzo in favore di quella a Giovanni. Prima, non vi è cambio di stile nel Chronicon dopo il decesso di Fiorenzo, il che fa pensare che uno solo sia l'autore dell'intera opera. Seconda, certe parti antecedenti il 1118 mostrano di far uso della Historia novorum di Eadmero, che non fu completata prima del 1121/1124.
Detto ciò, il debito verso Fiorenzo, riconosciuto riguardo alle voci dell'opera antecedenti il 1118, è considerevole. Una possibilità, anche se in definitiva non verificabile, è quella che il contributo di Fiorenzo stia nella raccolta di materiale che Giovanni consultò per quanto riguarda il periodo fra il IX e l'XI secolo. Un precedente per l'incarico commesso dal vescovo Vulstano è la compilazione e la creazione di un cartolario al monaco Hemming. Poiché quasi mezzo secolo separa la morte di Vulstano (1095) dall'ultima voce dell'opera di Giovanni (1140), lo storico Simon Keynes suggerisce suggestivamente che Fiorenzo sia stato il primo incaricato da Vulstano di compilare il materiale per una cronaca universale a che Giovanni ne abbia completata l'esecuzione.
I nomi di Hemming, Fiorenzo e Giovanni si trovano insieme nella Liber Vitae di Durham, un libro di confraternita che elenca i nomi dei benefattori e dei visitatori della sede episcopale di Durham. La parte rilevante è una lista di monaci di St Mary, il capitolo della cattedrale, a Worcester, che venne inserita durante il periodo di episcopato del vescovo Samson.(1096–1112).
Fiorenzo fu anche il primo monaco ad essere commemorato in un cosiddetto titulus per Worcester, conservato in un rotolo mortuario appartenente a Vitalis, abate di Savigny.